# Luetzelburgia auriculata
Luetzelburgia auriculata är en ärtväxtart som först beskrevs av Allemao, och fick sitt nu gällande namn av Adolpho Ducke. Luetzelburgia auriculata ingår i släktet Luetzelburgia och familjen ärtväxter. Inga underarter finns listade i Catalogue of Life.